# رله

سازوکار قطع و وصل توسط مدار الکتریکی یک رله

رله (به انگلیسی: Relay) نوعی کلید الکتریکی سریع یا بی‌درنگ است که با هدایت یک مدار الکتریکی دیگر باز و بسته می‌شود. روش کنترل باز و بسته شدن این کلید الکتریکی به صورتهای مختلف مکانیکی، حرارتی، مغناطیسی، الکترو استاتیک و... می‌باشد. رله دو پایه نرمال بسته و نرمال باز و دو پایه سیم پیچ و یک پایه com دارد. به این صورت که نرمال بسته همیشه به کام وصل است اما اگر ولتاژ سیم پیچ تغییر کند نرمال باز به کام وصل و اگر دوباره ولتاژ به حالت اول برگردد نرمال بسته به کام وصل میشود. رله را جوزف هنری در سال ۱۸۳۵ میلادی اختراع کرد.
از آنجا که رله می‌تواند جریانی قوی‌تر از جریان ورودی را هدایت کند، به معنی وسیع‌تر می‌توان آن را نوعی تقویت کننده نیز دانست.
در گذشته رله‌ها معمولاً با سیم‌پیچ ساخته می‌شد و از جریان برق برای تولید میدان مغناطیسی و باز و بسته کردن مدار سود می‌برد. امروزه بسیاری از رله‌ها به صورت حالت جامد ساخته می‌شوند و اجزای متحرک ندارند.

## راهنمای انتخاب رله
انتخاب یک رله مناسب برای یک کاربرد مشخص، نیازمند در نظر گرفتن مجموعه‌ای از عوامل فنی، محیطی و عملیاتی است. این عوامل می‌توانند در عملکرد، طول عمر و ایمنی رله تأثیرگذار باشند.

### نوع و تعداد کنتاکت‌ها
رله‌ها بر اساس نوع کانتکت (معمولاً باز، معمولاً بسته یا دوطرفه) و تعداد آن‌ها انتخاب می‌شوند. در برخی کاربردها مانند سیستم‌های مخابراتی قدیمی، ترتیب عملکرد کانتکت‌ها (مانند «وصل قبل از قطع») اهمیت ویژه‌ای دارد.

### جریان و ولتاژ قابل تحمل
هر رله دارای محدوده‌ای مشخص از جریان و ولتاژ قابل‌تحمل برای کنتاکت‌هایش است. برای مثال، رله‌های صنعتی می‌توانند ولتاژهایی تا ۶۰۰ ولت و جریان‌هایی تا چند هزار آمپر را کنترل کنند. این مقادیر به نوع بار (مقاومتی یا القایی) بستگی دارند.

### طول عمر مکانیکی و الکتریکی
طول عمر یک رله شامل عمر مکانیکی (تعداد دفعات تحریک بدون بار) و عمر الکتریکی (در حضور بار) است. بارهای القایی می‌توانند باعث ایجاد قوس الکتریکی شده و عمر کانتکت‌ها را کاهش دهند.

### ولتاژ و جریان سیم‌پیچ
ولتاژ و جریان سیم‌پیچ رله نیز بسته به کاربرد متفاوت است. رله‌های صنعتی معمولاً با ۲۴ ولت DC یا ۱۲۰/۲۵۰ ولت AC تغذیه می‌شوند. دو پارامتر کلیدی در این زمینه عبارت‌اند از:
- جریان راه‌اندازی
- جریان نگهدارنده

### نوع بسته‌بندی
رله‌ها در انواع مختلفی از لحاظ بسته‌بندی تولید می‌شوند، مانند نوع باز، دارای عایق دوگانه، مقاوم در برابر آب، روغن یا گرد و غبار، و مناسب برای نصب روی بردهای مدار چاپی.

### شرایط محیطی
در محیط‌هایی با دمای بالا، رطوبت زیاد، گردوغبار یا نمک، باید از رله‌هایی با مقاومت مناسب در برابر شرایط محیطی استفاده شود.

### نوع نصب و مونتاژ
رله‌ها ممکن است برای نصب روی ریل، پنل یا داخل جعبه طراحی شده باشند. انتخاب روش مناسب نصب، موجب سهولت در تعمیر و نگهداری می‌شود.

### زمان عملکرد (قطع و وصل)
سرعت عملکرد رله‌ها بسته به نوع آن متفاوت است. رله‌های استاندارد در بازه زمانی ۵ تا ۲۰ میلی‌ثانیه عمل می‌کنند، اما رله‌های ویژه ممکن است سرعتی در حد میکروثانیه داشته باشند.

### ویژگی‌های خاص
- کانتکت‌های روکش‌دار با طلا برای سوئیچینگ سیگنال‌های ضعیف
- حفاظت ضد قوس در مدارهای القایی
- ایزولاسیون میان سیم‌پیچ و کانتکت‌ها برای افزایش ایمنی
- مقاومت در برابر لرزش و شوک

### عملکرد در مدارهای القایی
در بارهای القایی مانند موتورها، جریان راه‌اندازی معمولاً چند برابر جریان نامی است. هنگام قطع جریان نیز، قوس الکتریکی می‌تواند باعث آسیب به کنتاکت شود. طراحی رله باید این موارد را در نظر بگیرد.

### لوازم جانبی
برخی رله‌ها همراه با تجهیزات جانبی مانند تایمر، لامپ نشانگر، کنتاکت کمکی یا دکمه تست عرضه می‌شوند.

### استانداردها و تأییدیه‌ها
در صنایع خاص مانند هوافضا یا خودرو، رله‌ها باید دارای تأییدیه‌ها و استانداردهای بین‌المللی مانند UL یا ISO باشند.

### القای مغناطیسی ناخواسته
در کاربردهایی که تعداد زیادی رله در نزدیکی هم روی برد نصب می‌شوند، باید از تداخل مغناطیسی میان سیم‌پیچ‌ها جلوگیری شود.

## انواع رله‌های قدرت

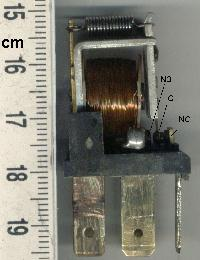
یک رله مینیاتوری

## رله حالت جامد SSR

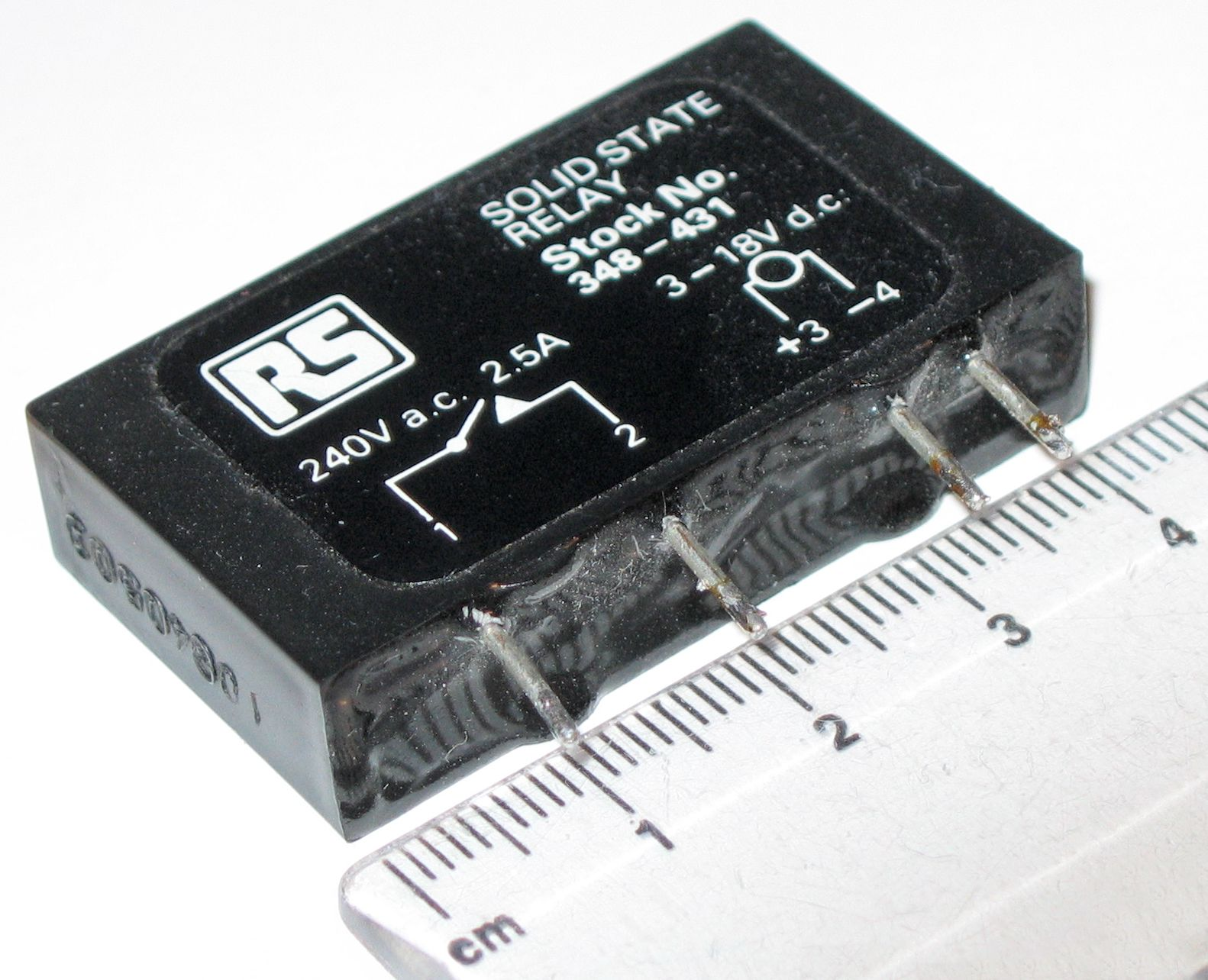
یک رله SSRرله